# Francesco Hayez

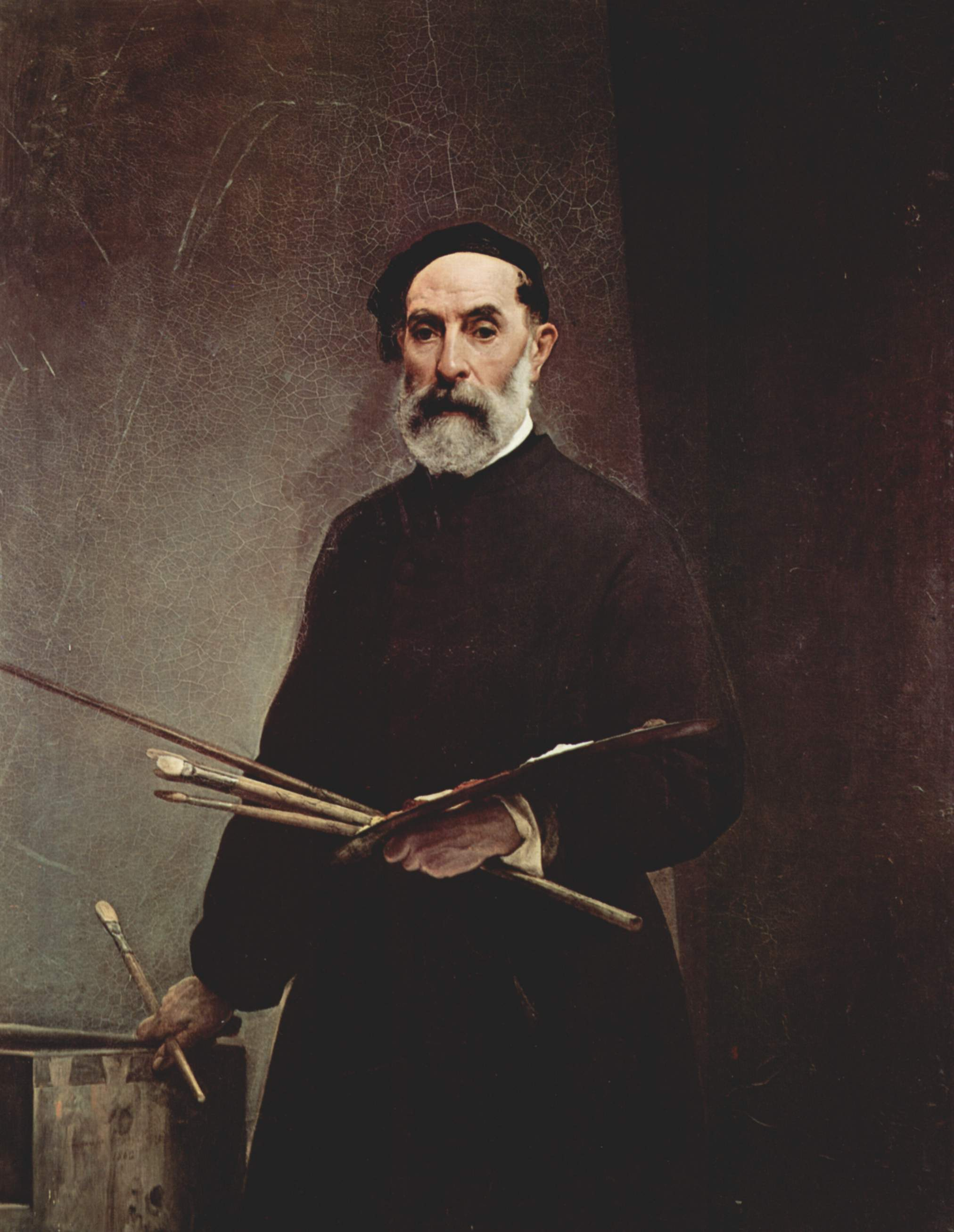
Hayez' självporträtt vid 71 års ålder

Francesco Hayez, född 11 februari 1791 i Venedig, död 12 februari 1882 i Milano, var en italiensk målare. 
Hayes var ett av de sista stora namnen inom Italiens romantiska måleri. I sin egenskap av lärare vid Milanos akademi 1850-1880 utövade han ett stort inflytande på den samtida italienska konsten. Han utmärkte sig främst som porträttmålare, och anlitades som sådan flitigt av den italienska överklassen.
Hayez signerade inte sina tavlor och målade ofta samma motiv ett flertal gånger. Till hans kändaste verk hör Kyssen från 1859.

## Galleri

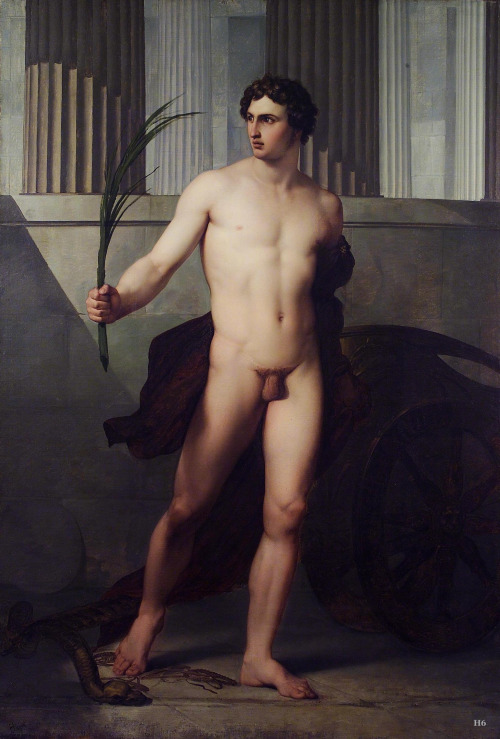
Segerrik atlet (1813)
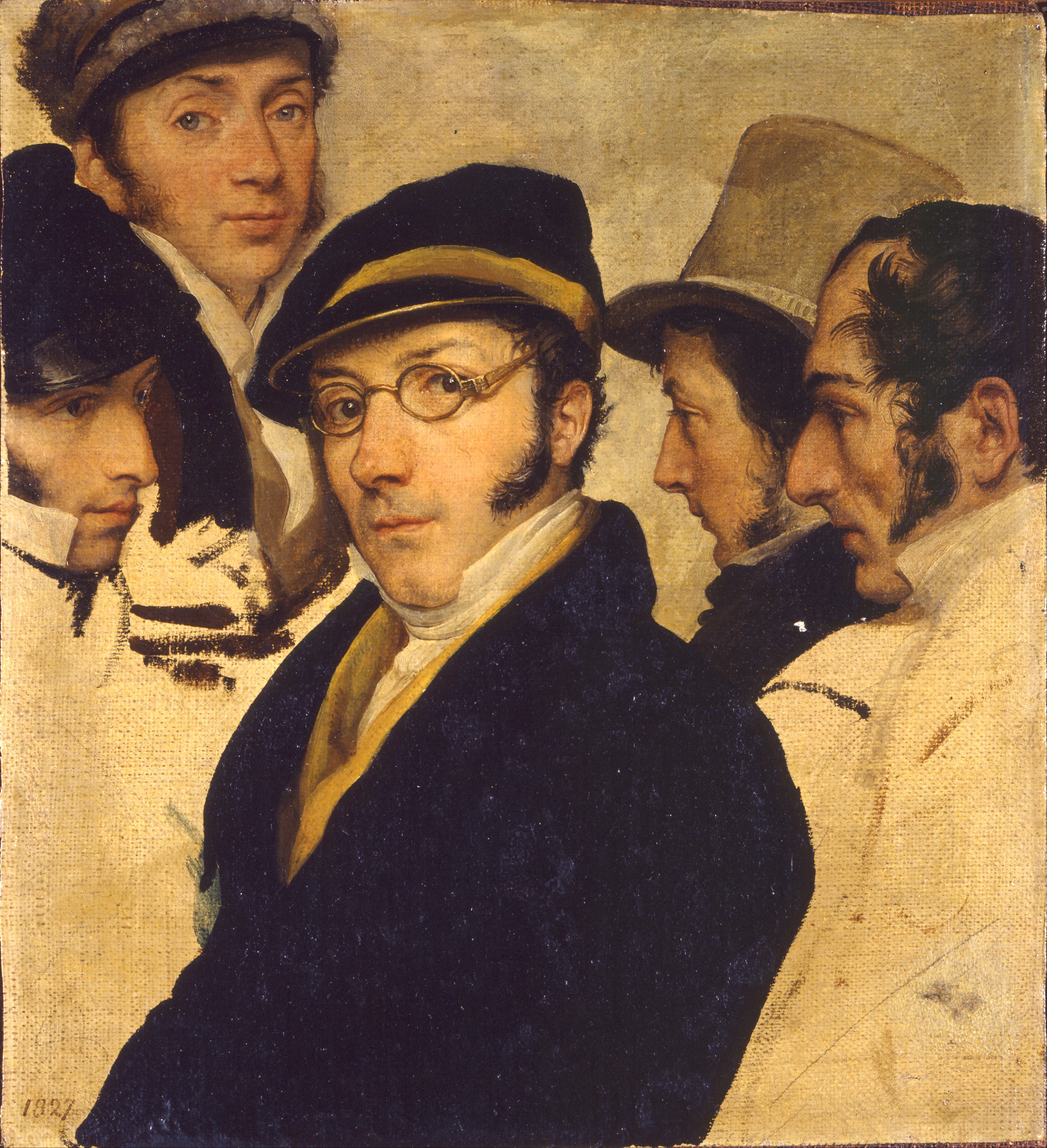
Självporträtt med en grupp vänner (1824)
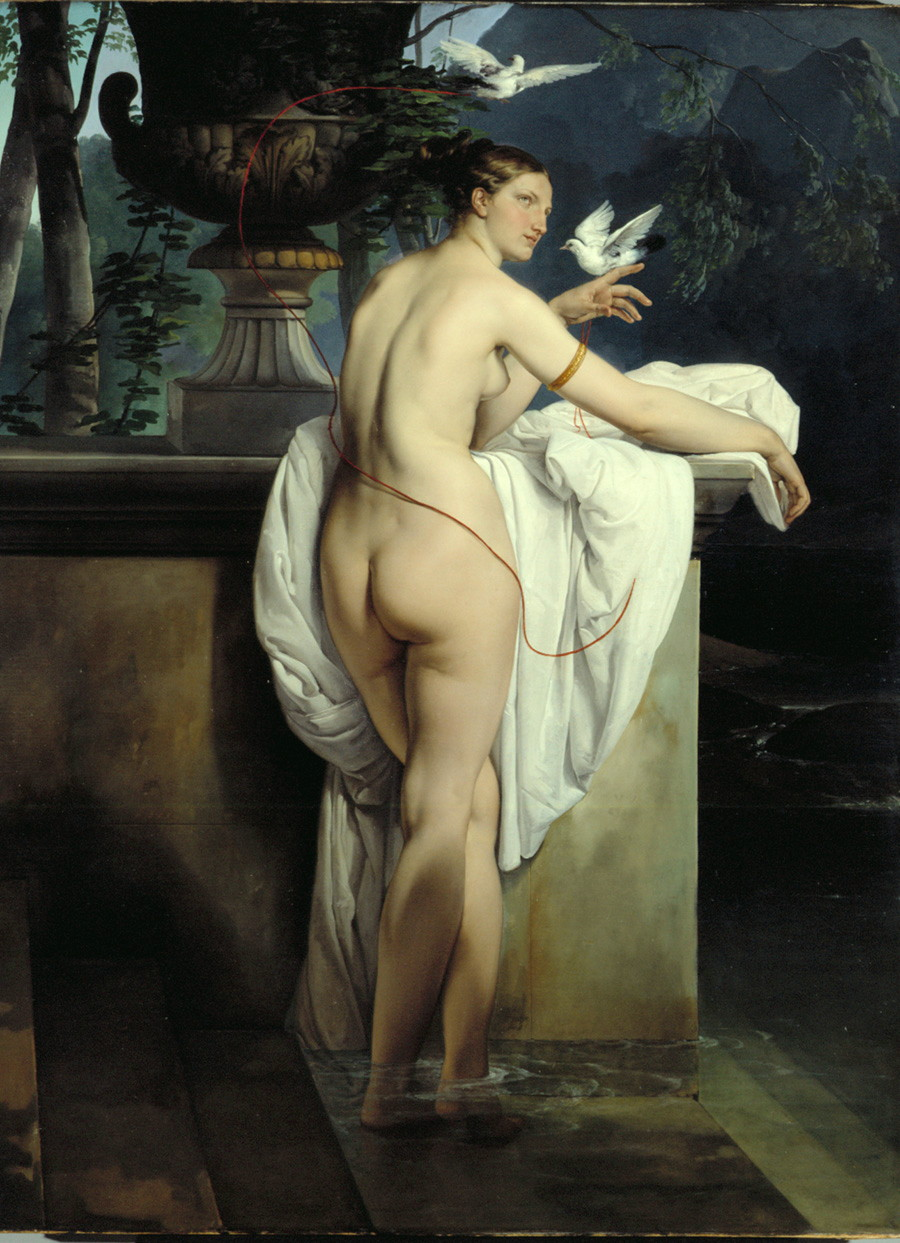
Ballerinan Carlotta Chabert som Venus (1830)
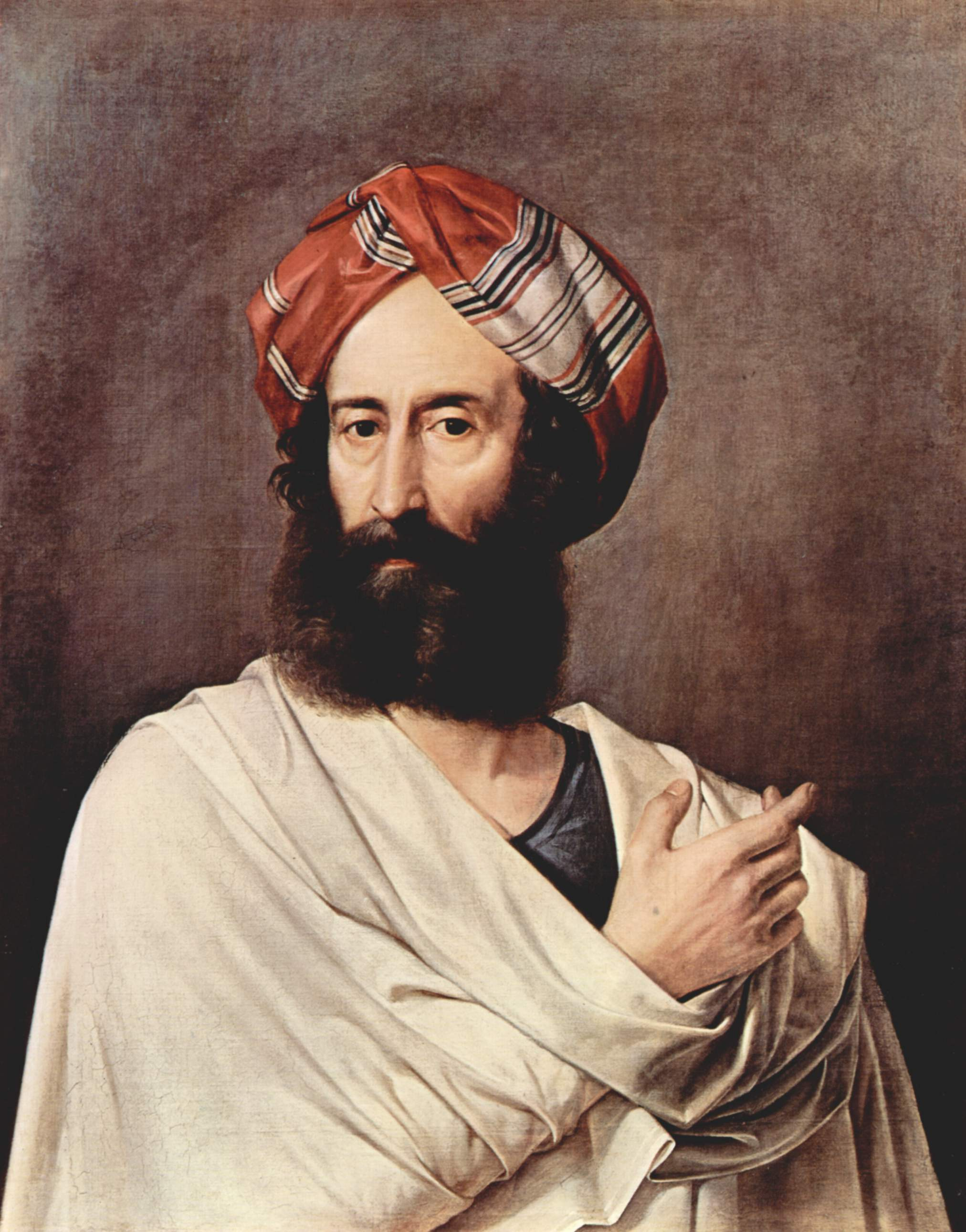
Leviten Efraim (ca 1843)
Odalisk (1867)